# Fauville
Fauville ist eine französische Gemeinde mit 317 Einwohnern (Stand 1. Januar 2022) im Département Eure in der Region Normandie (vor 2016 Haute-Normandie). Die Gemeinde gehört zum Arrondissement Évreux und zum Kanton Évreux-3. Die Einwohner werden Fauvillais und Fauvillaises genannt.

## Geografie
Fauville liegt im Osten des Départements Eure, etwa fünf Kilometer ostnordöstlich des Stadtzentrums von Évreux. Umgeben wird Fauville von den Nachbargemeinden Huest im Norden und Osten, Le Vieil-Évreux im Südosten und Süden sowie Évreux im Westen.
Im Gemeindegebiet liegt die Luftwaffenbasis 105 (Base aeriénne 105 Évreux-Fauville).

## Bevölkerungsentwicklung
| Jahr                       | 1962 | 1968 | 1975 | 1982 | 1990 | 1999 | 2006 | 2019 |
| Einwohner                  | 167  | 224  | 234  | 259  | 327  | 315  | 296  | 348  |
| Quellen: Cassini und INSEE |      |      |      |      |      |      |      |      |